# Sitona
Sitona is een geslacht van snuitkevers in de familie Curculionidae, afkomstig uit de Nearctische en Palaearctische gebieden. Het geslacht bestaat uit meer dan 100 soorten kevers.
Sitona is gespecialiseerd in peulvruchten, planten van de familie Fabaceae. De larven eten de wortelknollen en de volwassenen eten de bladeren. Verschillende soorten Sitona zijn belangrijke landbouwplagen van peulvruchten, vooral in de oorspronkelijke regio's en geïntroduceerde populaties in Zuid-Afrika, Australië en Nieuw-Zeeland.

## Kenmerken
Soorten in dit geslacht worden gekenmerkt door een korte, brede rostrum, met een smalle, middenlangsgroef op de frons en zich uitstrekkend tot aan het rostrum. Het oppervlak van het pronotum (halsschild) is vaak dicht gestippeld. Een ingedrukte dwarsgroef is aanwezig op het prosternum (deel borststuk), voor de coxale holtes. De dekschilden dragen tien striae gemarkeerd door longitudinale rijen van geïmponeerde gaatjes, bekleed met schubben en meestal met rechtopstaande setae.

## Soorten
In Europa komen de volgende soorten voor:
- Sitona ambiguus Gyllenhal, 1834
- Sitona anchora Gyllenhal, 1834
- Sitona bicolor Fåhraeus, 1840
- Sitona bosnicus Apfelbeck, 1899
- Sitona brachypterus Israelson, 1980
- Sitona brucki Allard, 1870
- Sitona callosus Gyllenhal, 1834
- Sitona cambricus Stephens, 1831
- Sitona canus Gyllenhal, 1834
- Sitona cinerascens Fåhraeus, 1840
- Sitona cinnamomeus Allard, 1863
- Sitona cylindricollis Fåhraeus, 1840
- Sitona discoideus Gyllenhal, 1834
- Sitona gemellatus Gyllenhal, 1834
- Sitona giraudi Hoffmann, 1938
- Sitona goetzelmanni Solari, 1909
- Sitona hirsutus Desbrochers, 1884
- Sitona hispidulus (Klaversnuitkever) (Fabricius, 1776)
- Sitona humeralis Stephens, 1831
- Sitona inops Gyllenhal, 1832
- Sitona languidus Gyllenhal, 1834
- Sitona lateralis Gyllenhal, 1834
- Sitona latipennis Gyllenhal, 1834
- Sitona lepidus Gyllenhal, 1834
- Sitona limosus Rossi, 1892
- Sitona lineatus (Bladrandkever) (Linnaeus, 1758)
- Sitona lineellus (Bonsdorff, 1785)
- Sitona lividipes Fåhraeus, 1840
- Sitona longulus Gyllenhal, 1834
- Sitona macularius (Marsham, 1802)
- Sitona mateui Roudier, 1958
- Sitona niger Allard, 1864
- Sitona ocellatus Küster, 1849
- Sitona onerosus Faust, 1890
- Sitona ophtalmicus Desbrochers, 1869
- Sitona ovipennis Hochhuth, 1851
- Sitona pseudohispidulus Franz, 1987
- Sitona puberulus Reitter, 1903
- Sitona puncticeps Sahlberg, 1921
- Sitona puncticollis Stephens, 1831
- Sitona ragusae Reitter, 1903
- Sitona sekerae Reitter, 1903
- Sitona setuliferus Fåhraeus, 1840
- Sitona striatellus Gyllenhal, 1834
- Sitona sulcifrons (Thunberg, 1798)
- Sitona suturalis Stephens, 1831
- Sitona syriacus Stierlin, 1884
- Sitona tenuis Rosenhauer, 1847
- Sitona treneri Solari, 1948
- Sitona ursus Desbrochers, 1894
- Sitona verecundus Rossi, 1890
- Sitona virgatus Fåhraeus, 1840
- Sitona waterhousei Walton, 1846